# Ауд
Ауд (англ. Awadh або Oudh, гінді अवध, урду اودھ) — регіон в центральній частині сучасного штату Уттар-Прадеш, Індія, що знаходиться в середній течії річки Ганг.
Свою назву область отримала від міста Айодхья що була столицею держави Кошала, яка існувала на цій території в 6 столітті до н. е.. За стародавніх часів і в середні віки Ауд входив до складу найбільших держав, що існували на Індо-Гангській рівнині.
У 20-х роках 18 століття Саадат-хан, намісник Великих Моголів в Ауді, проголосив незалежність. Впродовж 18 — першої половини 19 століть Ауд, із столицею в Лакхнау, був одним з впливових князівств Індії. У той час Ауд активно виступав проти експансії Британської Ост-індської компанії але, потерпівши поразку в битві з англійцями при Буксарф в 1764 році, потрапив у залежність від Компанії.
У 1856 році Ауд був анексований Британською Ост-індською компанією. Це послужило причиною того, що одним з найбільших вогнищ Повстання сипаїв 1857-59 років стала саме територія Ауду. Одним з вождів повстання в Ауді був мусульманський проповідник Маулеві Ахмад-шах.
Після англійської анексії територія Ауда була включена до складу Північно-західних провінцій, перейменованих у 1902 році на Об'єднані провінції Аґри і Ауда. Після отримання Індією незалежності Ауд став частиною штату Уттар-Прадеш.